# یواس‌اس کوسه (اس‌اس-۳۱۴)
یواس‌اس کوسه (اس‌اس-۳۱۴) (به انگلیسی: USS Shark (SS-314)) یک زیردریایی است که طول آن ۳۱۱ فوت ۹ اینچ (۹۵٫۰۲ متر) می‌باشد. این زیردریایی در سال ۱۹۴۳ ساخته شد.